# Total War: Warhammer II
Total War: Warhammer II — компьютерная игра в жанрах пошаговой стратегии и стратегии в реальном времени, разработанная компанией Creative Assembly и изданная Sega. Это одиннадцатая игра в серии Total War и вторая в трилогии на основе сеттинга Warhammer Fantasy. Выход на персональных компьютерах на операционной системе Windows состоялся 28 сентября 2017 года. Feral Interactive выпустила игру для macOS и Linux 20 ноября 2018 года.

## Игровой процесс
Total War: Warhammer II является пошаговой стратегией и стратегией в реальном времени, геймплей схож с предыдущей игрой, Total War: Warhammer.
Действие игры разворачивается во вселенной Warhammer Fantasy на континентах Люстрия, Наггарот, Ултуан и Южноземелье. Сюжет посвящён борьбе за обладание Великим Вихрем, на который каждая раса имеет собственные планы.
На данный момент в игровой кампании доступны:
- Высшие эльфы: Авелорн (вечная королева Алариэль Сияющая), Иврессе (Эльтарион Мрачный Лик), Эатайн (лорд Тирион), Нагарит (Алит Анар) и Орден Хранителей Знания (лорд Теклис).
- Людоящеры: Дух Джунглей (Накай Скиталец), Гексоатль (лорд Маздамунди), Ица (лорд Гор-Рок), Культ Сотека (пророк Техенхауин), Последний Бастион (Крок-Гар) и Тлаква (Тиктак’то).
- Скавены: клан Морс (Квик Головогрыз), клан Пестиленс (лорд Скролк), клан Риктус (Третч Подлый Хвост), клан Скрайр (Икит Клешня) и клан Эшин (мастер смерти Сникч).
- Тёмные эльфы: Благословенный Ужас (повелитель Каронд Кара Локхир Жестокосердный), Культ Удовольствий (великая ведьма Морати), Наггаронд (король-чародей Малекит), Орда из тысячи пастей (повелитель зверей Ракарт), Хаг Греф (Малус Тёмный Клинок) и Хар Ганет (эльфийская ведьма Хеллеброн).

Позже были добавлены:
- Цари гробниц: Хемри (Сеттра Нетленный), Изгнанники Нехека (Верховный жрец Хатеп), Двор Либараса (Верховная царица Халида), Последователи Нагаша (Архан Чёрный).
- Берег вампиров: Пробужденные (Лютор Харкон), Пираты Сартозы (Аранесса Солёная Ярость), Утопленники (Силостра Плавник), Флот Ужаса (Граф Ноктилус).

На смену расовым ограничениям на владение городами в Total War: Warhammer 2 пришли климатические. Каждому из народов соответствует собственный благоприятный режим, в котором население имеет высокое довольство и повышенный демографический рост, а строительство обходится гораздо дешевле. В сфере строительства произошло увеличение видов и мест построек. Помимо золота, каждая раса имеет собственный уникальный ресурс для проведения обряда и ключевую особенность (влияние у высших эльфов, еда для скавенов, рабы у тёмных эльфов, геомантические сети людоящеров), которую можно рассматривать как третий ресурс.
Целью игровой кампании является получение контроля над Великим Вихрем с помощью проведения пяти ритуалов. При каждом удачном ритуале к владениям игрока начинают выдвигаться армии Хаоса, а соперники могут с помощью «армий вторжения» и вовсе сорвать его выполнение захватом принадлежащего игроку города-участника ритуала. Ритуалы можно производить и для самой фракции, получающей от этого определённые бонусы. В игровом мире, помимо многочисленных фракций вышеуказанных рас присутствуют и народы Старого света из Total War: Warhammer в виде малых фракций с полноценными армиями и дипломатическим режимом (ими также заменили пока не появлявшиеся в трилогии государства вроде Аравии).

## Сюжет

### Вихрь Бури
Много тысячелетий назад таинственные космические создания, известные как Древние, посетили мир Warhammer. Изменив его для своих нужд, они создали несколько народов для борьбы с силами Хаоса. Первым творением стали людоящеры, помогавшие своим повелителям в выполнении их планов. Но разрушение Звёздных врат, через которые Древние перемещались между мирами, внесло во вселенную Warhammer демонические легионы Хаоса. Людоящерам пришлось отбивать нападение, в то время как их создатели исчезли.
Демоны вторглись и на населённый эльфами островной континент Ултуан, на борьбу с ними вышли герои Аэнарион Защитник и Каледор Укротитель Драконов. Первый смог организовать войско для борьбы с захватчиками, а второй придумал способ одолеть силы хаоса. С кабалом магов Каледор через путевые камни осушил энергию эфира Хаоса, поддерживавшую пребывание демонов в физическом мире.
Каледор с тайной помощью магических правителей людоящеров сланнов создал Великий Вихрь, выкачивавший энергию ветров магии и ослаблявший влияние Хаоса в мире. Но план удался наполовину: исходившая из владений Хаоса энергия продолжала своё распространение, особенно в Пустошах Хаоса. Сам Каледор с магами оказались заключены в Вихрь, своими заклинаниями сдерживая и сохраняя его.
Но теперь двухвостая комета вновь пронеслась над миром, положив начало разрушению Вихря. Нестабильность природного явления почувствовали высшие эльфы, людоящеры, скавены и тёмные эльфы. Первые два народа стремятся сохранить Вихрь, оставшиеся — подчинить своей воле.
По ходу игры выясняется, что скавены под видом кометы запустили ракетный корабль, чтобы использовать ритуальную энергию других народов для своего колокола. Как только он пробьёт тринадцать раз в сердце Вихря, в физический мир будет призвано их божество — Великая Рогатая Крыса. С завершением пятого ритуала игрок может участвовать в финальной битве со скавенами или их противниками на острове Мертвецов, чтобы решить судьбу мира.
Игра имеет четыре концовки:
- Вихрь стабилизируется (победа высших эльфов);
- Вихрь стабилизируется и усиливается укреплённой геомантической сетью, а людоящеры становятся его новыми хранителями (победа людоящеров);
- Рогатая крыса призвана в мир Warhammer, который покоряется ордам скавенов (победа скавенов);
- Малекит захватывает Ултуан и покоряет силу Вихря, становясь богом (победа тёмных эльфов).

### Возрождение Царей Гробниц
Несколько тысячелетий назад величайшей человеческой цивилизацией Старого Мира было пустынное королевство Нехекхара. Однако оно было уничтожено первым некромантом Нагашем. С помощью Чёрной Пирамиды он хотел исполнить сильнейшее заклинание, которое должно было убить всех жителей Нехекхары и воскресить их в качестве покорной его воле нежити. До окончания ритуала некромант был убит последним королём Альказааром при помощи скавенов (бывших союзников Нагаша, предавших его после осознания угрозы от его новоприобретённой мощи). Мертвецы возродились как Цари Гробниц, но незаконченность заклинания сохранила у многих из них свободу воли и разума.
В настоящее время двухвостая комета пробудила Чёрную Пирамиду. Для контроля над ней необходимо собрать пять из девяти книг Нагаша, за контроль над которыми схлестнулись Сеттра Бессмертный, верховный жрец Хатеп, верховная царица Халида и Архан Чёрный.

### Проклятье Берега Вампиров
Давным давно, капитан Джейкоб Вульфхарт, брат знаменитого имперского егермейстера Марка Вульфхарта, охотился на мервирма, известного как Аманар. Аманар — старейший и могущественнейший из всех мервирмов, страж города высших эльфов Лотерна. Джейкоб создал оружие, известное как Гарпун из звездного металла, которым можно убить мервирма. В ходе решающей битвы, Аманар уничтожил корабль Джейкоба «Отмщение», убил капитана и команду, оставив только одного выжившего. Он создал карту, ведущую к затонувшему Отмщению, внутри разбитого остова которого покоится гарпун из звездного металла.
В настоящее время беспокойство Великого вихря пробудило Аманара от его сна, сведя с ума древнего мервирма, что привело к его буйству на морях и уничтожению множество кораблей и прибрежных поселений. Четыре фракции Берега Вампиров ищут способ убить Аманара и воскресить его как своего могущественного прислужника, чтобы стать новым властелином морей: Лютор Харкон — правитель Берега Вампиров и гранд-командор Пробужденных, Граф Ноктилус — владыка Флота Ужаса, Аранесса Соленая Ярость — Пиратская Королева Сартозы, Силостра Плавник — призрачный лидер Утонувших.

## Разработка
Total War: Warhammer II создавалась британской игровой студией Creative Assembly.
В марте 2017 года состоялся анонс игры, в дебютном трейлере появились фракции людоящеров и эльфов (высших и тёмных). 15 августа была представлена четвёртая фракция — скавены.

## Выпуск
Total War: Warhammer II была анонсирована разработчиком Creative Assembly 31 марта 2017 года на EGX Rezzed, став второй частью в запланированной трилогии. Выход игры на платформе Windows состоялся 28 сентября 2017 года, издателем выступила Sega.

## Загружаемый контент
Creative Assembly выпустила несколько платных и бесплатных DLC для игры, добавляющих новый контент.
| Название              | Дата выпуска  | Описание |
| --------------------- | ------------- | --- |
| Mortal Empires        | Октябрь 2017  | Огромная совмещенная кампания, включающая в себя карты Нового и Старого света, доступна для владельцев Total War: Warhammer и Total War: Warhammer II. |
| Tretch Craventail     | Январь 2018   | Добавлен Третч Подлый хвост — легендарный лорд Скавенов, возглавляющий Клан Риктус.                                                                    |
| Steps of Isha         | Февраль 2018  | Добавлено 4 новых карты для сетевых сражений. |
| Alith Anar            | Май 2018      | Добавлен Алит Анар — легендарный лорд Высших эльфов, возглавляющий Нагарит.                                                                            |
| Lokhir Fellheart      | Ноябрь 2018   | Добавлен Локхир Жестокосердный — легендарный лорд Темных эльфов, возглавляющий Благословенный ужас.                                                    |
| Tiktaq’to             | Апрель 2019   | Добавлен Тиктак’То — легендарный лорд Людоящеров, возглавляющий Тлакву.                                                                                |
| Gor-Rok               | Сентябрь 2019 | Добавлен Гор-Рок — легендарный лорд Людоящеров, возглавляющий Ицу.                                                                                     |
| Repanse de Lyonesse   | Декабрь 2019  | Добавлена Рапанс де Лионесс — легендарный лорд Бретонии, возглавляющая Рыцарей Лионесса.                                                               |
| Imrik                 | Май 2020      | Добавлен Принц Имрик — легендарный лорд Высших эльфов, возглавляющий Рыцарей Каледора.                                                                 |
| Catchweb Spidershrine | Май 2020      | Добавлен Паук Арахнорока (Святилище паутины) в качестве ездового животного Великого гоблинского шамана для всех фракций Зеленокожих.                   |
| Black Orc Big Boss    | Май 2020      | Добавлен герой Большой босс черных орков для всех фракций Зеленокожих.                                                                                 |
| Drycha                | Декабрь 2020  | Добавлена Дрича — новый легендарный лорд Лесных эльфов, возглавляющая Рощу скорби.                                                                     |
| Glade Captain         | Декабрь 2020  | Добавлен герой Капитан полян для всех фракций Лесных эльфов.                                                                                           |
| Skaven Chieftain      | Декабрь 2020  | Добавлен герой Вождь скавенов для всех фракций Скавенов.                                                                                               |
| The Rakarth           | Март 2021     | Добавлен Ракарт — новый легендарный лорд Тёмных эльфов, возглавляющий Орду из тысячи пастей.                                                           |

| Название                   | Дата выпуска  | Описание |
| -------------------------- | ------------- | --- |
| Blood for the Blood God II | Октябрь 2017  | Добавляет жестокости в сражения: отрубленные конечности, фонтаны крови, пронзённые тела, новые анимации добиваний и расчленения. Набор эффектов бесплатен для игроков, купивших официальное дополнение «Blood for the Blood God» для Total War: Warhammer.                                                                |
| Rise of the Tomb Kings     | Январь 2018   | Добавляет в кампанию и сетевые сражения новую играбельную расу — Царей гробниц с 4 новыми легендарными лордами: Сеттра Нетленный, возглавляющий Хемри, Верховная царица Халида, возглавляющая Двор Либараса, Верховный жрец Хатеп, возглавляющий Изгнанников Нехека, и Архан Чёрный, возглавляющий Последователей Нагаша. |
| The Queen & the Crone      | Май 2018      | Добавлена Алариэль Сияющая — легендарный лорд Высших эльфов, возглавляющая Авелорн, и Ведьма Хеллеброн — легендарный лорд Темных эльфов, возглавляющий Хар Ганет, а также новые войска, знаменитые отряды и механики. |
| Curse of the Vampire Coast | Ноябрь 2018   | Добавляет в кампанию и сетевые сражения новую играбельную расу — Берег вампиров с 4 новыми легендарными лордами: Лютор Харкон, возглавляющий Пробужденных, Граф Ноктилус, возглавляющий Флот Ужаса, Аранесса Соленая Ярость, возглавляющая Пиратов Сартозы, и Силостра Плавник, возглавляющая Утонувших.                  |
| The Prophet & the Warlock  | Апрель 2019   | Добавлен Техенхауин — легендарный лорд Людоящеров, возглавляющий Культ Сотека, и Икит Клешня — легендарный лорд Скавенов, возглавляющий Клан Скрайр, а также новые войска, знаменитые отряды и механики. |
| The Hunter & The Beast     | Сентябрь 2019 | Добавлен Марк Вульфхарт — легендарный лорд Империи, возглавляющий Экспедицию Егермейстера, и Накай Скиталец — легендарный лорд Людоящеров, возглавляющий Дух Джунглей, а также новые войска, знаменитые отряды и механики.                                                                                                |
| The Shadow & the Blade     | Декабрь 2019  | Добавлен Малус Темный Клинок — легендарный лорд Темных эльфов, возглавляющий Хаг Греф, и Мастер Смерти Сникч — легендарный лорд Скавенов, возглавляющий Клан Эшин, а также новые войска, знаменитые отряды и механики. |
| The Warden & The Paunch    | Май 2020      | Добавлен Эльтарион Мрачный Лик — легендарный лорд Высших эльфов, возглавляющий Иврессе, и Гром Пузан — легендарный лорд Зеленокожих, возглавляющий племя «Ломаные топоры», а также новые войска, знаменитые отряды и механики.                                                                                            |
| The Twisted & the Twilight | Декабрь 2020  | Добавлен Трот Нечистый — легендарный лорд Скавенов, возглавляющий Клан Моулдер, и Сёстры сумерек — легендарный лорд Лесных эльфов, возглавляющий Вестников Ариэль, а также новые войска, знаменитые отряды и механики. |
| The Silence & the Fury     | Июль 2021     | Добавлен Оксиотль — легендарный лорд Людоящеров, возглавляющий Призраков Пауакса, и Таврокс — легендарный лорд Зверолюдов, возглавляющий Племя Грозных Рогов, а также новые войска, знаменитые отряды и механики. |

## Отзывы
| Сводный рейтинг       | Сводный рейтинг |
| Агрегатор             | Оценка          |
| --------------------- | --------------- |
| GameRankings          | 87,35 %         |
| Metacritic            | 86/100          |
| Иноязычные издания    |                 |
| Издание               | Оценка          |
| Game Informer         | 8,75/10         |
| GameSpot              | 9/10            |
| IGN                   | 8,5/10          |
| Русскоязычные издания |                 |
| Издание               | Оценка          |
| Riot Pixels           | 75 %            |
| «Игромания»           | 9,0/10          |
| «Игры Mail.ru»        | «9/10»          |

Рейтинг игры на сайтах агрегаторов рецензий GameRankings и Metacritic составлял 87,35 % (на основе 30 профессиональных обзоров) и 86 баллов из 100 (56 обзоров) соответственно.
Обозреватель Riot Pixels Александр Араксян дал игре 75 %. Из положительных черт он отметил увеличение игрового мира, возросшую сложность игровой кампании и разнообразие юнитов. К недостаткам была отнесена недоработанность игры и её ограниченные возможности, что, по мнению автора, объясняется желанием затем расширять их с помощью дорогих DLC.
Рецензент журнала «Игромания» Артур Маас поставил игре 9 баллов из 10 возможных. Одобрение получили улучшенная графика и игровой процесс, критика поступила в адрес странного поведения ИИ, технических неполадок и ряд несоответствий канону Warhammer Fantasy.
Внимание обозревателя IGN Ти-Джея Хейфера, давшего игре 9.1. балла, привлекли интересная игровая кампания, уникальность новых фракций и улучшение дипломатического режима, хотя он и отметил возможность дальнейшего улучшения игрового процесса: «Napoleon превзошёл Empire, Attila превзошёл Rome 2. И так, в верной манере, Total War: Warhammer 2 вышел за рамки оригинального Total War Warhammer, создав самую сложную и захватывающую кампанию, которую на сегодняшний день предлагала эта стратегическая и тактическая серия-ветеран».
Журналист GameSpot Дэникл Старкей оценил Total War: Warhammer II на 9 баллов. Он похвалил изменившуюся по сравнению с прошлыми играми серии игровую кампанию и визуальные эффекты, пожаловавшись на недостаток фракций для мультиплеера и проблемы с управлением игровой камерой.
| Год  | Награда                                               | Категория                            | Результат | Сноска        |
| ---- | ----------------------------------------------------- | ------------------------------------ | --------- | ------------- |
| 2017 | Game Critics Awards                                   | Best Pc Game                         | Номинация | [ 23 ]        |
| 2017 | Game Critics Awards                                   | Best Strategy Game                   | Номинация | [ 23 ]        |
| 2017 | Gamescom 2017                                         | Best Booth Award                     | Номинация | [ 24 ]        |
| 2017 | Gamescom 2017                                         | Best Pc Game                         | Номинация | [ 24 ]        |
| 2017 | Gamescom 2017                                         | Best Strategy Game                   | Номинация | [ 24 ]        |
| 2017 | Golden Joystick Awards                                | PC Game of the Year                  | Номинация | [ 25 ]        |
| 2017 | Hollywood Music in Media Awards                       | Original Score — Video Game          | Номинация | [ 26 ]        |
| 2017 | Ping Awards                                           | Best International Game              | Номинация | [ 27 ]        |
| 2017 | The Game Awards 2017                                  | Best Strategy Game                   | Номинация | [ 28 ]        |
| 2018 | D.I.C.E. Awards                                       | Strategy/Simulation Game of the Year | Номинация | [ 29 ]        |
| 2018 | National Academy of Video Game Trade Reviewers Awards | Game, Strategy                       | Номинация | [ 30 ] [ 31 ] |
| 2018 | 14th British Academy Games Awards                     | British Game                         | Номинация | [ 32 ] [ 33 ] |
| 2018 | Develop Awards                                        | Animation                            | Номинация | [ 34 ]        |
| 2018 | Develop Awards                                        | Music Design                         | Номинация | [ 34 ]        |

Летом 2018 года, благодаря уязвимости в защите Steam Web API, стало известно, что точное количество пользователей сервиса Steam, которые играли в игру хотя бы один раз, составляет 955 731 человек.